# Serafin Marija Crijević
Serafin Marija Crijević  (Dubrovnik, 4. listopada 1686. — Dubrovnik, 24. lipnja 1759.) je bio hrvatski katolički svećenik, životopisac, prevoditelj, arhivist, skupljač umjetnina i povjesničar iz redova dominikanaca. Po ocu je iz plemićke obitelji Crijevića, a po majci iz plemićke obitelji Bunića. Unuk je pjesnika Vice Petrovića. Rođak je s hrvatskim povjesničarom Tuberonom Ludovikom Crijevićem.

## Životopis
Rodio se je 1686. u Dubrovniku. U Dubrovniku je pohađao gimnaziju na Dubrovačkom zavodu (Collegium Ragusinum). Nakon zaređenja, bio je dužnosnik Dubrovačke nadbiskupije. Bio je samostanskim priorom i generalnim vikarom dubrovačke dominikanske kongregacije. Sudjelovao je na vrhovnoj skupštini dominikanskog reda u Bologni. Za dubrovačke dominikance i Dubrovačku Republiku obavljao je pravne (ostavština biskupa Iva Jelića) i pregovaračke poslove.
Vrsno je propovijedao na hrvatskom jeziku. Zbirka propovijedi koju je napisao izgubljena je. Proučavao je dubrovačku vjersku, političku i kulturnu prošlost, istražujući sve moguće knjižnice i arhive u Dubrovniku. Pisao je životopise poznatih Dubrovčana. Napisao je i sažeti prikaz povijesti Dubrovačke Republike. Zbog bolesti zadnjih 15 godina života slabije je mogao istraživati i pisati. 
Djela mu nisu objavljena za života. Dio su mu iscenzurirale ondašnje vlasti, pa u rukopisima nedostaju stranice. Pisao je na hrvatskom, latinskom i talijanskom. Skupio je zbirku crteža i slikâ svetaca i blaženika Dominikanskog reda, a za one koje nije našao slike, sam je naslikao.
Pokopan je u dubrovačkoj dominikanskoj crkvi.

## Djela
(izbor)
- Iconotheca illustrium fratrum Congregationis Ragusinae sacri Ordinis Praedicatorum
- Monumenta Congregationis sancti Dominici de Ragusio Ordinis Fratrum Praedicatorum
- Vita beati Joannis Florentini sacri Ordinis Praedicatorum, archiepiscopi et cardinalis Ragusini, ex certissimis monumentis descripta (životopis bl. Ivana Firentinca)
- De rebus gestis beatae Osannae a Catharo, virginis Ordinis Praedicatorum, commentarius ignoti authoris ex vulgari itala in linguam latinam translatus et notis illustratus... anno Domini MDCCXXXVI (životopis bl. Ozane Kotorske)
- Bibliotheca Ragusina in qua Ragusini scriptores eorumque gesta et scripta recensentur
- Sacra Metropolis Ragusina, sive Ragusinae provinciae pontificum series variis ecclesiarum monumentis atque historicis, chronologicis, criticis commentariis illustrata